# Muzyka żałobna
Muzyka żałobna is een compositie van de Poolse componist Witold Lutosławski. De compositie is in het westen bekend onder de Engelse titel Funeral music of Franse titel Musique funèbre (begrafenismuziek). Echter de componist sprak liever over Mourning music (rouw/treurmuziek). Het werk is geschreven op verzoek van dirigent Jan Krenz ter gelegenheid van de tienjarige sterfdag van collegacomponist Béla Bartók. De oorspronkelijke opleverdatum zou dus 1955 moeten zijn, maar dat haalde Lutosławski niet. Hij voltooide het op 10 januari 1958.  
Dit kwam mede doordat de componist op zoek was naar een nieuwe stijl, een eigen toepassing binnen de twaalftoonstechniek. De componist lichtte toe: het is mijn eerste werk in mijn eigen stijl, het zal niet de laatste zijn (1958).
Het werk bestaat uit vier delen, die achter elkaar doorgespeeld moeten worden:
- een proloog
- metamorfoses
- apogeum
- epiloog.

Het werk bestaat eigenlijk uit een lange weeklaag. De proloog verwijst voor wat het langzame tempo naar Muziek voor strijkers, percussie en celesta van de Hongaar Bartók. De treurigheid is soms tonaal dan weer atonaal.
Jan Krenz gaf de eerste uitvoering op 26 maart 1958 met het Pools Nationaal Radio-Symfonieorkest in Katowice.
Lutosławski schreef het voor violen, altviolen, celli en contrabassen.

## Discografie
- Uitgave EMI Classics: Pools Nationaal Radio-Symfonieorkest o.l.v. de componist
- Uitgave Naxos: idem o.l.v. Antoni Wit
- Uitgave Simax: Kamerorkest uit Tromso o.l.v. Kolbjorn Holthe
- Uitgave ECM Records: Kammerorkester Stuttgart o.l.v. Dennis Russell Davies
- Uitgave Acccord: Sinfonia Varsovia o.l.v. Wojchiech Michniewski
- Uitgave Chandos: BBC Philharmonic o.l.v. Yan Pascal Tortelier
- Uitgave Berlin Classics: Berlin Sinfonie Orkester o.l.v. Günther Herbig